# Přenesený význam
Přenesený význam  slova, slovního spojení, slovní vazby, morfému nebo jiného prvku jazyka
může být projevem spontánního vývoje jazyka, ale i projevem abstraktního myšlení, tvořivého používání, v krajním případě je uměleckým výrazovým prostředkem, zejména jako básnická figura.
Jako trop, tropus (zástupek) se označuje úmyslné užití jazykového prvku (zpravidla slova) ve vedlejším, odvozeném, obrazném významu. Cílem tropu je vyjádřit podobnost označovaného (denotátu) s věcí nebo vztahem, které označuje základní význam jazykového prvku. Trop je tedy přímým přivoláním konotace, tedy asociativní významové složky. Výraz trop pochází z latinského tropus a řeckého tropos ze slovesa trepo = obracím, měním. Termín tropy je dnes na ústupu, používá se označení básnické obrazy, figurativní výrazy nebo metafory (v širším smyslu).
K podobným procesům však dochází, často neúmyslně či v rámci celkových společenských posunů myšlení a kultury, v rámci vývoje každého jazyka, při vzniku nových jazyků i při přejímání slova z jednoho jazyka do jiného. Přenášení významu může probíhat jako:
- posun významu nebo některé jeho denotační nebo konotační složky. Například slovo host se může z nepřítele změnit na vítanou návštěvu, němec se může změnit z obecného označení osoby, které nerozumím, na označení příslušníka konkrétního národa (Němec).
- rozšíření významu obohacením o nové denotační nebo konotační složky, například vznikem nebo výskytem nových jevů, které do původního významu nějakým způsobem spadají, nebo častým přenášením jejich významu, při němž trop ztratí svou ozvláštňující příznačnost; speciálním případem rozšíření významu je apelativizace, tedy zobecnění vlastního jména.
- zdvojení významu, buď se přenesený význam ustálí jako samostatný pojem (například jako termín, slangový výraz, nářeční výraz atd.), nebo se původní základní význam vyvíjí zároveň dvěma různými směry.

## Formy
Obvykle se rozlišují hlavní dva typy přenosu významu: 
- metafora, přenesení na základě vnitřní nebo vnější podobnosti, například označení chobotnice může být přeneseno na mafii nebo na budovu národní knihovny na Letné
- metonymie, přenesení na základě jiné souvislosti než podobnosti, například podle původu, blízkosti atd., například výrazu tramvaj z dopravní cesty na vozidlo, přenesení z nádoby na její obsah, z místa výskytu na věc, z tvůrce na dílo, z jednoho jevu na jiný vyskytující se typicky v jeho blízkosti atd.

Dalšími formami jsou:
- alegorie (jinotaj) – obrazné vyjádření nějaké myšlenky nebo skutečnosti; fiktivní představa, která má jiný skrytý význam (např. „Amorův šíp mě zasáhl“ – zamiloval jsem se)
  - podobenství – vyjádření obecné myšlenky na základě významově podobného příběhu (např. „vyrůstala jsem v katolické rodině; v pubertě jsem na čas ztratila víru, ale teď jsem marnotratný syn“)
- aposiopese – nedokončená výpověď (např. „a on… kůň… což byl vinen čím? má díru do břicha…“)
- elipsa (lingvistika) – výpustek nevyjádřené slovo, které náleží do větné konstrukce (např. „láska je po- i nepohoda“)
- eufemismus – zjemňováni (např. „odešel navždy“ – zemřel)
- dysfemismus – vyjádření události hruběji, opak eufemismu (např. „chcípnul“ – zemřel)
- hyperbola – založena na neobvyklém zvětšení určitého jevu (např. „Stokrát jsem tě prosila…“)
- litotes – oslabení významu, opak hyperboly, často vyjádřen dvojím záporem (např. „nemohu nepochválit“)
- ironie – to co bylo řečeno má ve skutečnosti opačný význam (posun postojového vyznění výroku) (např. „a to už je dávno, taky od Čech dál“)
- onomatopoie – zvukomalba, určité hlásky ve verši vyvolají dojem reálného zvuku (např. „Vrz“)
- oxymóron – spojení slov, která si protiřečí (např. „zbortěné harfy tón, ztrhané strůny zvuk“, „byla čistá jako sníh, když zjara taje“)
- perifráze – opisné vyjádření určité skutečnosti pomocí charakteristických znaků (např. „pod čepcem“ – vdaná)
- personifikace (= zosobnění) – znamená, že lidské vlastnosti jsou přisuzovány věcem, zvířatům či abstraktním věcem (např. „stůl pláče nad tím, jak do něj bušíš“)
- přirovnání – u dvou jevů najdeme jasný společný znak, který se nějak podobá, užijeme spojky jak, jako (např. „zpíval jako slavík“). Většinou nelze určit hranici mezi přirovnáním a metaforou.
- synekdocha – přenesení významu na základě kvalitativních věcných souvislostí, nejčastěji jde o záměnu části za celek (např. „ani noha tam nevkročila“)

## Příklady
- Už zase víčka oken zatemnění sklopilo (metafora)
- i písmo vyhlášek se čerstvé krve napilo (perifráze)
- a jen těch stínů pár přehlíží jeho výstrahu (synekdocha)
- když od Hradčan se dívá lebka s hnáty na Prahu (personifikace) [2]
- „Celé město bylo na nohou“ místo „všichni lidé ve městě“ (synekdocha)
- „Sál rázem ztichl“ místo „všichni v sále“ (synekdocha)
- „Otevřete! Policie!“ místo „Otevřete, tady policista!“ (synekdocha)
- „Snědl jsem celou mísu salátu“ místo „všechen salát, co byl v míse“ (metonymie)